# بيبي: خنزير في المدينة
بيبي: خنزير في المدينة (بالإنجليزية: Babe: Pig in the City)‏ هو فيلم كوميديا دراما من إخراج جورج ميلر وبطولة جيمس كرومويل، ميريام مارجولييس، هوغو ويفنغ وروسكو لي براون.

## روابط خارجية
بيبي: خنزير في المدينة على موقع IMDb (الإنجليزية)
- بيبي: خنزير في المدينة على موقع ميتاكريتيك (الإنجليزية)
- بيبي: خنزير في المدينة على موقع روتن توميتوز (الإنجليزية)
- بيبي: خنزير في المدينة على موقع نتفليكس (الإنجليزية)
- بيبي: خنزير في المدينة على موقع قاعدة بيانات الأفلام العربية
- بيبي: خنزير في المدينة على موقع ألو سيني (الفرنسية)
- بيبي: خنزير في المدينة على موقع Turner Classic Movies (الإنجليزية)
- بيبي: خنزير في المدينة على موقع أول موفي (الإنجليزية)
- بيبي: خنزير في المدينة على موقع بوكس أوفيس موجو (الإنجليزية)
- بيبي: خنزير في المدينة على موقع فيلمافينيتي (الإسبانية)